# Rajeczky Benjamin
Rajeczky Benjamin (eredeti keresztneve Ferenc) (Eger, 1901. november 11. – Pásztó, 1989. július 1.) magyar ciszterci szerzetes, római katolikus pap, teológiai doktor, zenetörténész, népzenekutató, egyházzenész, zenepedagógus, a zenetudományok doktora.

## Életpályája
Gyermekkorát Egerben töltötte, ahol édesapja a városi szeszgyár gépésze volt. Saját elmondása szerint kisgyermekkorában nagyon megfogta az utcákon végig vonuló katonazenekar rezesbandája. A hatodik osztály elvégzése után Zircre került, ahol novícius lett. 1917. augusztus 14-én belépett a ciszterci rendbe, majd 1920-ban Innsbruckba kérte magát, hogy folytathassa teológiai tanulmányait. Azért esett választása erre az osztrák városra, mert akkoriban ott jó gregorián koncerteket lehetett hallgatni. A teológia mellett belevetette magát a zene és történelem tanulásba is: megismerkedett a középkori polifonikus zenével, valamint Perotinus és társai munkásságával is. Közben, szabad idejében sízni tanult. 1924. július 20-án szentelték pappá.
Miután 1926-ban megszerezte a teológia doktora címet, visszatért Magyarországra. Szerette volna elmélyíteni zenei ismereteit és zenetörténetből is ledoktorálni, de erre végül nem nyílt lehetősége. Budapesten középiskolai tanár lett a Szent Imre Gimnáziumban, egészen a második világháború végéig. Hittant és ének-zenét oktatott, s rábízták az iskola rezesbandájának a megszervezését. Közben síelni is oktatta diákjait. Minden évben megszervezte sítúráit, ezek idejére ő és diákjai az iskola vezetőségétől felmentést kaptak az iskolai kötelezettségek alól.
A gimnázium kórusával szép eredményeket ért el. Elsőként ők énekeltek Magyarországon Perotinust, valamint rendszeresen előadták Lassus, Machaut kórusműveit is. Az iskola rezesbandája, amely kis zenekarrá nőtte ki magát, az elsők között játszott Magyarországon Vivaldi-darabokat, emellett Hindemith, Bartók, Haydn műveit adták elő. A kórus és a zenekar együttműködéséből születtek azok a koncertek, melyeken először szólaltatták meg Bartók zenekari kíséretes kórusműveit. Rajeczky középiskolai diákjai közül később többen is jelentős művészek lettek: Rősler Endre, Nádasdy Kálmán, Járdányi Pál, Sugár Rezső és Romhányi József.
1932 és 1935 között rendszeresen bejárt a Zeneakadémiára, ahol Kodály Zoltán zeneszerzés óráit hallgatta, aki később meghívta a Népzenekutató Intézetbe. Közben, 1933-ban a Magyar Énekoktatók Országos Egyesületének főtitkára lett. Tanárként lelkes híve volt a Kodály-módszernek, amit természetesen a gyakorlatban is alkalmazott. Cikkeivel és tankönyveivel is Kodály elképzeléseit támogatta.
1945–1950 között Pásztón a ciszterci rend priorjaként tevékenykedett, miközben Budapestem egyetemi lektor és zenetörténet tanár volt a Székesfővárosi Felsőbb Zeneiskolában. 1950-ben aztán Lajtha László ajánlásával a Néprajzi Múzeumnál alkalmazták. Két év múlva feloszlatták a ciszterci rendet, de Rajeczky ettől függetlenül papi hivatását élete végéig gyakorolta. Az 1950-es években több népzenekutató körúton vett részt, valamint Lajthával az összegyűjtött anyagból hanglemez kiadásokat készített elő. 1960-ban kinevezték az MTA Népzenekutató Csoportjának igazgatóhelyettesévé, aminek 1967-től három éven át megbízott igazgatója, illetve ugyanekkor a Zenetudományi Intézet főmunkatársa lett. Azonban felsőbb ateista körökben egy idő után úgy látták, hogy ideológiailag káros lehet, ha egy ilyen fontos intézményt egy pap vezetésére bízzák. Ezért 1970-ben nyugdíjazták, de tudományos tevékenységét ezután sem hagyta abba.
Már elmúlt hetvenéves, amikor a Püspöki Kar felkérte, hogy vegyen részt a második vatikáni zsinat szellemében készülő új katolikus énekeskönyv szerkesztőbizottságában. Werner Alajos halála után ő lett a bizottság vezetője. 1974-től visszatért a tanításhoz. Ekkor kezdett oktatni a Zeneakadémián paleográfiát, népzeneelméletet és népzenei bibliográfiát. Mindeközben változatlanul ellátta papi teendőit és folyamatosan publikált itthon és külföldön egyaránt. Összeállította a Magyar Népzene című lemezsorozatot, amely a párizsi hanglemezversenyen nagydíjat nyert. Nyolcvanadik életévéhez közel még mindig népzenegyűjtő körutakra járt a Zoborvidékre. Közben jelentős szerepet játszott a Schola Hungarica megszületésében is. Nyolcvanadik és nyolcvanötödik születésnapját a szakma konferenciákkal ünnepelte, a Zeneakadémia pedig a professor emeritus címmel tüntette ki. Nem sokkal 1989-ben bekövetkezett halála után, posztumusz Kossuth-díjjal tüntették ki.

## Munkássága
Rajeczky a Liszt Ferenc Zenetudományi Főiskola megbízott tanára és a Nemzetközi Népzenei Tanács tagja, a zenetudományok doktora volt. Kutatási területe a középkori magyar zenét, a gregoriánt és a magyar népzenét foglalta magában. Gyakorlatilag ő teremtette meg a magyar gregoriánkutatást. Ő kezdte el feltárni és közre adni a középkori magyarországi zeneművészet forrásait. Részt vett a középkori kódexek feltárásában, közreadásában itthon és külföldön egyaránt. Magyarország mellett elsősorban Krakkóban és Zágrábban folytatott kutatásokat e téren. Jelentékeny szerepe volt a népszokásanyagok felkutatásában, zenetörténeti hátterük feltárásában, valamint dallamaik eurázsiai dallamstílusokkal való összehasonlításában. Nemzetközileg is jelentős tudományos eredményeket ért el a gregorián és a népzenekutatás területén.
Gimnáziumi tanárkodása alatt csatlakozott a Kodály képviselte zeneoktatási reformhoz. Kiemelkedő szerepet játszott tankönyveivel, újságcikkeivel, tanári szervező, valamint tanárképző tevékenységével a reform terjesztésében. A II. vatikáni zsinat szellemében újra gondolt új katolikus énekeskönyv (a kiadványt Éneklő Egyház címmel jelentette meg a magyar katolikus egyház) összeállításakor a népénekes rész szerkesztésénél Kodály szellemében járt el és figyelembe vette az élő hagyományt. Vagyis nem népzenei felvételek és korábbi gyűjtőmunkák kiadványai alapján válogatta össze az új énekeskönyv ezen részének anyagát, hanem friss gyűjtésekből dolgozott.
Tanulmányaiban és könyveiben részletesen foglalkozott a magyarországi középkori kéziratok gregorián variánsaival, a gregorián és a népzene viszonyával, a gregorián énekek előadási problémájával, a középkori dallamtörténettel, a magyarországi polifónia fennmaradt emlékeivel, illetve a népzenei dialektusokkal.
Jelentős szerepet játszott a népzene felvételek hanglemez kiadásának előkészítésében is. 1936-ban Bartók és Kodály munkájának az eredményeképpen megjelent négy mintalemez, majd 1937-ben megindult a Pátria-lemezsorozat az autentikus népzene felvételek közzé tétele érdekében. De a második világháború kitörésével lassan abba maradt a lemezsorozat rendszeres kiadása. Rajeczky Lajtha Lászlóval közösen vette kezébe a megakadt kezdeményezést és 1952-ig nem kevesebb mint száz új lemezt készítettek elő kiadásra.
Munkásságáért 1990-ben posztumusz Kossuth-díjat kapott.

## Főbb művei
- Harmonia sacra. A magyar Kórus énekeskönyve 1934
- Énekes ábécé (Kerényi Györggyel közösen szerkesztette) 1940
- Éneklő iskola (szintén Kerényi Györggyel közösen szerkesztette) 1940
- Rajeczky Benjamin: A szüzességről. Olymposi Szt. Methodios, Szt. Ambrus, Szt. Jeromos, Szt. Ágoston műveiből; Szent István Társulat, Budapest, 1944 (Keresztény remekírók)
- Kis zenetörténet. 1., 1600-ig; gyűjt. Bartha Dénes, Szabolcsi Bence összeáll. Rajeczky Benjamin; Magyar kórus, Budapest, 1948
- Domokos Pál Péter–Rajeczky Benjamin: Csángó népzene, 1-2.; Zeneműkiadó, Budapest, 1956–1961
- Furulyaiskola 1952
- 111 népi táncdal (Gönyei Sándorral közösen állította össze) 1954
- Melodiarium Hungariae Medii Aevi I. Hymni et Sequentiae 1956
- Studia Memoriae Belae Bartók Sacra (Vargyas Lajossal közösen szerkesztette) 1956-1958
- Spätmittelalterliche Orgelkunst in Ungarn 1961
- Bartók Béla kézírása (Szabolcsi Bencével közösen szerkesztette) 1961
- Magyar Népzene Tára 5. kötet (Kiss Lajossal közösen szerkesztette) 1966
- Többszólamú zenénk emlékei a XV. sz. első felében 1972
- Gregorianik und Volksgesang 1973
- Rajeczky Benjamin írásai (szerk. Ferenczi Ilona) 1976
- Szendrei Janka–Dobszay László–Rajeczky Benjamin: XVI-XVII. századi dallamaink a népi emlékezetben I-II.; Akadémiai, Budapest, 1979
- Mi a gregorián?; Zeneműkiadó, Budapest, 1981
- A népzenekutatás története; OKK Módszertani Intézet, Budapest, 1986 (Népzenei füzetek)
- A pásztói apátság az újkorban, 1526-1950; sajtó alá rend. Badál Ede; Önkormányzat, Pásztó, 1991 (Tanulmányok Pásztó történetéből)

### A következő lexikonok, több kötetes enciklopédiák elkészítésében vett részt
- Magyar zenetörténet I. Középkor (szerkesztő) 1988.
- Zenei lexikon. 1-3. kötet (munkatársként)
- Magyar néprajzi lexikon. 1-5. kötet (szerkesztőként)

### Jelentősebb hanglemez összeállításai
- Hungarian Folk Music, 1964
- Magyar népzene 1-3., 1970-1981
- Magyar Gregoriánum 1-4., 1974-1980